# 潘基夫齊 (舊西尼亞瓦區)
49°32′11″N 27°29′18″E / 49.53639°N 27.48833°E
潘基夫齊（烏克蘭語：Паньківці）是位於烏克蘭西部的村莊，由赫梅利尼茨基州裡赫梅利尼茨基區的舊西尼亞瓦市鎮負責管轄。該村始建於1640年，面積3.82平方公里，海拔高度339米，2001年人口583，人口密度每平方公里152.8人。